# Land- und Stadtgericht Labiau

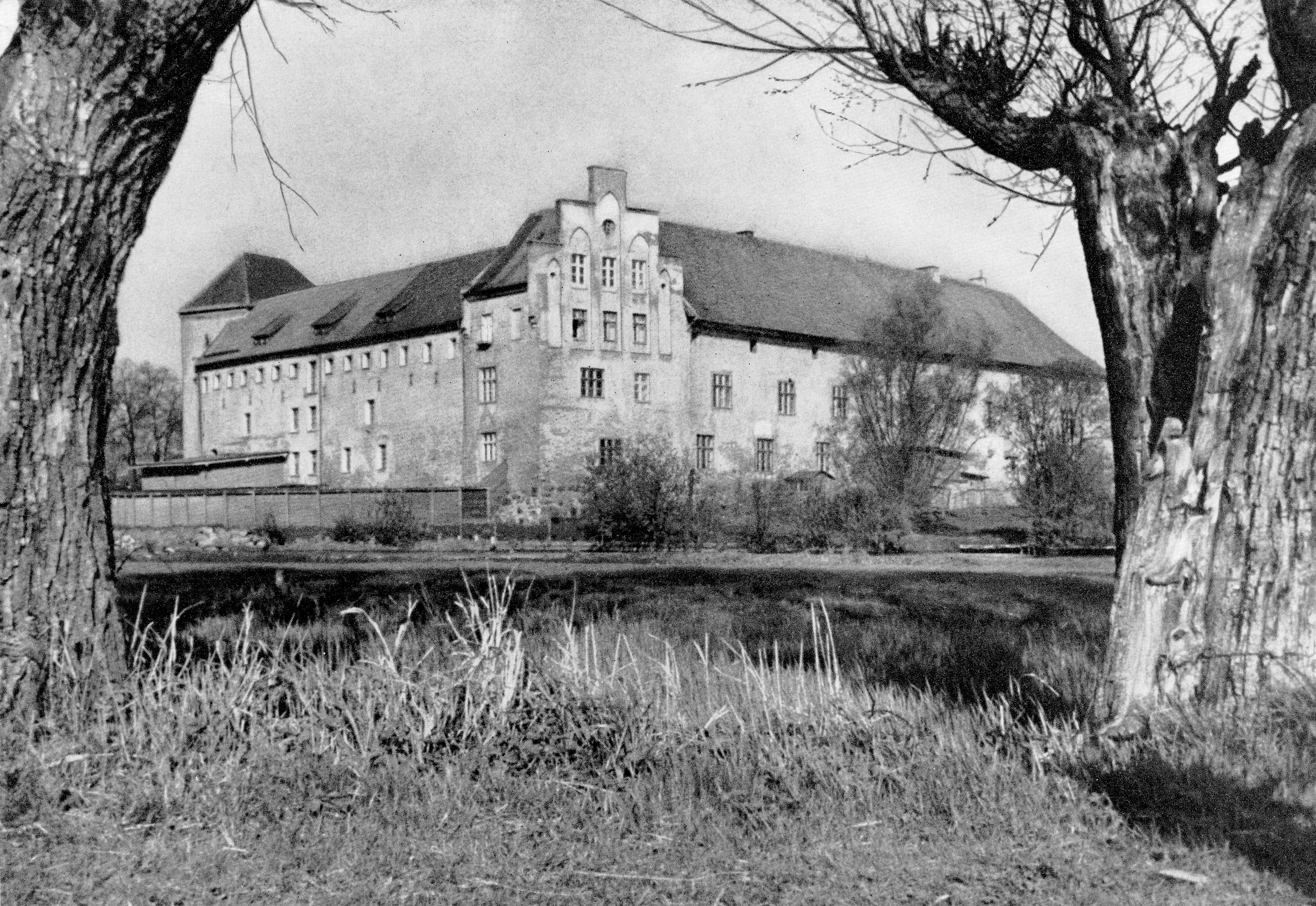
Burg Labiau, Sitz des Gerichtes

Das Land- und Stadtgericht Labiau war von 1821 bis 1849 ein preußisches Land- und Stadtgericht mit Sitz in Labiau.

## Geschichte
Das Land- und Stadtgericht Labiau wurde 1821 aus dem Stadtgericht Preußisch Labiau, dem Justizamt Labiau und dem Justizamt Laukischken gebildet. Es war ein Gericht 2. Klasse (später 1. Klasse) im Sprengel des Oberlandesgerichts Königsberg.
1837 umfasste der Gerichtsbezirk die Stadt Labiau mit 3571 Gerichtseingesessenen und 136 Ortschaften mit 18.579 Gerichtseingesessenen (zusammen also 22.150 Gerichtseingesessene). Am Gericht waren ein Direktor, zwei Richter und fünf weitere Mitarbeiter beschäftigt. Das Gericht hatte seinen Sitz im Schloss.
Nach der Märzrevolution wurden 1849 einheitlich Kreisgerichte gebildet. In Labiau entstand das Kreisgericht Labiau.